# Caryonopera malgassica
Caryonopera malgassica är en fjärilsart som beskrevs av Emilio Berio 1955. Caryonopera malgassica ingår i släktet Caryonopera och familjen nattflyn. Inga underarter finns listade i Catalogue of Life.